# IE7Pro
IE7Pro是一個為Internet Explorer設計的插件，目的是為了讓IE更容易自訂。最初是專為IE 7而開發的，所以命名為「IE7Pro」，但自0.9.14版起也開始支援舊版的IE 6。IE7Pro的作者是四位華裔程式設計師：Daniel Fang、Chris Li、Sean Chen 和Shaka Yu，他們同時也創造了第一代Orbit Downloader。其項目經理為George Woo。
IE7Pro增強了許多IE原有的功能，例如雙擊關閉Tab、從網址欄打開新Tab、管理Tab的網頁瀏覽歷史、記錄並恢復最後瀏覽的網頁、將選單提升到頂部、隱藏快速搜索欄、Proxy快速切換、增加同時連線的數量以提高網頁傳輸速度……等等。另外，IE7Pro也為IE新增了一些功能，例如游標手勢、超級拖曳、網頁快速截圖及類似Greasemonkey的用戶腳本和用戶插件，1.0及以上版本亦增加了簡易首頁、文字保留及書籤等功能，這些設計都在IE的主要競爭對手Firefox上廣受好評。

## 外部連結
- IE7Pro官方網站